# الإعلان العالمي للقضاء على الجوع وسوء التغذية
اعتمد الإعلان العالمي لمكافحة الفقر الإعلان على سوء التغذية في 16 نوفمبر 1974 من قبل الحكومات الممثلة لمؤتمر الغذاء العالمي لعام 1974، والذي عُقد بموجب قرار الجمعية العمومية 3180 (28)  الصادر في 17 ديسمبر عام 1973.  وجمع هذا الإعلان بين المناقشات حول حق الإنسان في الغذاء والتغذية الكافيين مع الاعتراف بمختلف القضايا الاقتصادية والسياسية التي يمكن أن تؤثر علي إنتاج وتوزيع المنتجات الغذائية. وضمن هذا الإعلان، فإنه من المعترف به أن الهدف المشترك لجميع الدول هو العمل معاً للقضاء على الجوع وسوء التغذية. وعلاوةً على ذلك، يوضح الإعلان كيف أن رفاهية جزء كبير من سكان العالم تعتمد علي قدرتهم في إنتاج وتوزيع الغذاء بشكل مُلائم. وفي العمل على ذلك، يؤكد الإعلان ضرورة قيام المجتمع الدولي بتطوير نظام أكثر مُلاءمة لضمان الاعتراف بالحق في الغذاء لجميع الأشخاص. تنص الفقرة الافتتاحية للإعلان والتي لا تزال الأكثر قراءةً في الإعلان إلى اليوم، علي ما يلي: «لكل رجل وامرأة وطفل حق -غير قابل للتصرف- في أن يتحرر من الجوع وسوء التغذية لكي ينمي قدراته الجسدية والعقلية إنماءً كاملاً ويحافظ عليها» وقد أكد الإعلان العالمي للقضاء على الجوع وسوء التغذية أنه حقٌ أساسي من حقوق الإنسان أن يتحرر من الجوع وسوء التغذية ليتمكن المرءُ من تطوير قدراته العقلية والبدنية على حدٍ سواء.

يجمع هذا الإعلان بين المناقشات حول الحق الدولي للإنسان في الغذاء والتغذية الكافيين مع الاعتراف بمختلف القضايا الاقتصادية والسياسية التي يمكن أن تؤثر على إنتاج وتوزيع المنتجات الغذائية ذات الصلة. ومن المسلم به في هذا الإعلان أن الهدف المشترك لجميع الدول هو العمل معاً للقضاء على الجوع وسوء التغذية. وعلاوة على ذلك، يشرح الإعلان كيف أن رفاهية جزء كبير من سكان العالم تعتمد على قدرتها على إنتاج وتوزيع الغذاء على نحو ملائم. وإيماناً بذلك، يؤكد الإعلان على ضرورة قيام المجتمع الدولي بوضع نظام أكثر ملاءمة لضمان الاعتراف بالحق في الغذاء لجميع الأشخاص. وتنص الفقرة الافتتاحية للإعلان، التي لا تزال أكثر فقرات الإعلان تلاوة، على ما يلي:
«لكل رجل وامرأة وطفل، الحق، الغير القابل للتصرف، في التحرر من الجوع وسوء التغذية من أجل الحفاظ على قدراتهم البدنية والعقلية»
أكد الإعلان العالمي للقضاء على الجوع وسوء التغذية على أنه حق أساسي من حقوق الإنسان في التحرر من الجوع وسوء التغذية، بحيث يمكن للمرء الحفاظ على قدراته العقلية والبدنية على حد سواء. وقد نشأ هذا الإعلان من قلق متنامي بشأن المجاعة في جميع أنحاء العالم، وشدد على أن كل دولة في وضع يمكنها مساعدة الدول النامية في الحصول على المزيد من الغذاء الجيد، ستتحمل مسؤولية ضمان هذا الحق.

## تاريخه

### الأحداث السابقة
لطالما كان انتشار الجوع وسوء التغذية قضية ذات مصدر قلق دولي. وعلى الرغم من كون صعوبة الحصول علي إحصائيات دقيقة بشأن الجوع في العالم أمراً مقبولاً، يُعتقد أنه في أوائل الستينيات كان هناك ما يقرُب من 900 مليون شخص يعانون من نقص التغذية في جميع أنحاء العالم. كان معظم هؤلاء الأفراد موجودين في الدول النامية مثل أفريقيا وآسيا وأمريكا اللاتينية. ويعتقد اليوم أن واحدًا من كل تسعة أشخاص لا يملك الوصول الكافي للغذاء. وقد صُنِف الجوع وسوء التغذية علي أنه سبب أكثر الوفيات عالمياً أكثر من الإيدز والملاريا والسُل مُجتمعين. واليوم يقدر أن ما يقرب من 1.02 مليار شخص في جميع أنحاء العالم يعيشون في ظروف الجوع الشديد، يعيش مليار منهم في البُلدان النامية. كان الجوع وسوء التغذية محل قلقٍ متزايد من المجتمع الدولي، على الرغم من محاولات تدخل العديد من الدول والمنظمات غير الحكومية. وعلى سبيل المثال تم التأكيد علي الحق في الغذاء في الإعلان العالمي لحقوق الإنسان عام 1948، كما اعتُرف به مرة أخرى عام 1966 بموجب المادة 11 من العهد الدولي الخاص بالحقوق الاقتصادية والاجتماعية والثقافية.
لقد أصبح المجتمع الدولي ككل واعياً علي نحو مُتزايد لخطورة قضية الجوع وسوء التغذية علي مستوي العالم، مؤدياً إلى صياغة وتشكيل الإعلان العالمي للقضاء علي الجوع وسوء التغذية، وحدد الحاجة الفورية للعمل بشكلٍ ما لمُكافحة هذا. كان هذا القلق المتزايد عاملاً مهماً أدى لانعقاد مؤتمر الغذاء العالمي الأول في روما عام 1974 في محاولةٍ لكشف حل مناسب من أجل مكافحة هذه القضية.

#### تبنّي القرار
حضر مُمثِلو 185 دولة مؤتمر الأغذية العالمي لعام 1974 الذي اعتُمد فيه هذا الإعلان. وبالإضافة إلى ممثلي هذه الدول، حضر أيضاً عدد من الحركات التحررية وهيئات الأمم المُتحدة والمنظمات الحكومية الدولية هذا المؤتمر. وتشكّل الإعلان العالمي للقضاء علي الجوع وسوء التغذية بحضور ممثلو الدول التالية:
| رومانيا                     | ليسوتو         | مصر                         | أفغانستان                    |
| رواندا                      | ليبيريـا       | السلفادور                   | ألبانيا                      |
| السعودية                    | ليبيا          | إثيوبيا                     | الجزائر                      |
| السنغال                     | لوكسمبورغ      | فنلندا                      | الأرجنتين                    |
| سيراليون                    | مدغشقر         | فرنسا                       | أستراليا                     |
| الصومال                     | مالاوي         | الجابون                     | النمسا                       |
| إسبانيـا                    | ماليزيا        | جامبيا                      | جزر الباهاما                 |
| سريلانكا                    | جزر المالديف   | جمهورية ألمانيا الديمقراطية | البحرين                      |
| السودان                     | مالي           | ألمانيا                     | بنجلادش                      |
| سوازيلاند                   | مالطا          | غانـا                       | باربادوس                     |
| السـويد                     | موريتانيا      | اليونـان                    | بلجيكا                       |
| سويسرا                      | موريشيوس       | جواتيمالا                   | بوتان                        |
| الجمهورية العربية السورية   | المكسيك        | غينيا                       | بوليفيا                      |
| تايلاند                     | منغوليا        | غيـانا                      | بوتسوانا                     |
| توغو                        | المغرب         | هولي سي*                    | البرازيل                     |
| ترينيداد وتوباغو            | نيبال          | هندوراس                     | بلغاريا                      |
| تونس                        | هولنـدا        | المجر                       | بورما                        |
| تركيا                       | نيوزيلندا      | أيسلندا                     | بوروندي                      |
| أوغندا                      | نيكاراغوا      | الهنـد                      | جمهورية بيلاروسيا الاشتراكية |
| أوكرانيا                    | النيجر         | إندونيسيا                   | كندا                         |
| اتحاد الجمهوريات السوفيتية  | نيجيـريا       | إيران                       | جمهورية أفريقيا الوسطى       |
| الإمارات العربية المتحدة    | النرويج        | العراق                      | تشاد                         |
| المملكة المتحدة             | عمـان          | إيرلندا                     | تشيلي                        |
| جمهورية الكاميرون           | باكستان        | فلسطين المحتلة (إسرائيل)    | الصين                        |
| جمهورية تنزانيا             | بنما           | إيطاليا                     | كولومبيا                     |
| الولايات المتحدة الأمريكية  | باراجواي       | ساحل العاج (كوت ديفوار)     | الكونغو                      |
| بوركينا فاسو                | بيرو           | جامايكا                     | كوستاريكا                    |
| أوروغواي                    | الفلبين        | اليابان                     | كوبـا                        |
| فنزويلا                     | بولندا         | الأردن                      | تشيكوسلوفاكيا                |
| يوغسلافيا                   | البرتغال       | كينيـا                      | داهومي (بنين حاليًا)          |
| زائير (الكونغو الديمقراطية) | قطـر           | جزر القمر                   | اليمن                        |
| زامبيا                      | كوريا الجنوبية | الكويت                      | الدنمارك                     |
|                             | فيتنام         | لبنان                       | جمهورية الدومنيكان           |
|                             |                |                             |                              |
|                             |                |                             |                              |

##### المضمون
الإعلان بحد ذاته  12فقرة. وتم تداول العديد من هذه الفقرات في معاهدات حقوق الإنسان الدولية اللاحقة والأدوات الإقليمية لحقوق الإنسان. ومن خلال هذه الفقرات، وُضعت الأغراض المقصودة والوظائف والأهداف من هذا الإعلان. كما تستحق عدد من هذه الفقرات مزيدًا من البحث.
• الفقرة (A) تجذب الانتباه نحو الطبيعة الخطيرة لأزمة الغذاء العالمية، وتسلّط الضوء على الخلل الهائل بين الموارد الموجودة في البلدان النامية وتلك الموجودة في البلدان المتقدمة.
• الفقرة (C) تعترف بأن هذه الأزمات الغذائية الدولية نشأت من ظروف تاريخية مختلفة،  كالاستعمار والتمييز العنصري.
• الفقرة (D) تتوسع في هذه النقطة حول الظروف التاريخية وتناقش كيف عملت الأزمات الاقتصادية الدولية الأخيرة على إطالة أمد هذه المشكلة وتفاقمها.
• الفقرة (F) توضح بأنه يجب اعتبار جميع الدول متساوية -بغض النظر عن حجمها أو سكانها أو وضعها الاقتصادي-
• الفقرة (I) تنص على أن أي حل دائم لأزمات الغذاء سيحتاج أيضًا إلى محاولة تقليص الفجوة المتزايدة بين البلدان المتقدمة والنامية، من أجل تحقيق «نظام اقتصادي دولي جديد»
• الفقرة (K) تقرّ بأن البلدان النامية ليست قادرة دائما على تلبية الاحتياجات الغذائية لشعوبها بالمزايا الخاصة، ولذلك تقر بأنه يتعين على المجتمع الدولي اتخاذ إجراءات عاجلة وفعالة، وينبغي أن يكون ذلك خاليًا من الضغوط السياسية.

## الغرض الأساسي
يوضح الإعلان نفسه أن الغرض الرئيسي من اعتماده هو تطوير وسائل أكثر مُلاءمة للمجتمع الدولي ككل، واتخاذ إجراءات لحل مشكلة الجوع في العالم. كما تم إيجاز أن هذا الإعلان اعتمد لتشجيع التعاون الاقتصادي الدولي وتطويره. وفي نهاية المطاف، سعى هذا الإعلان إلى تطوير سلسلة من السُبل التي تمكن المجتمع الدولي برمّته من العمل نحو مكافحة والقضاء علي قضية الجوع وسوء التغذية المتزايدة. كما أبرز هذا الإعلان مدى إلحاح هذا الشأن، ودعا إلى اتخاذ إجراءات سريعة ومستمرة لوضع حد لمشكلة الجوع العالمية هذه. ومن الأسباب الحاسمة الأخرى وراء اعتماد هذا الإعلان ضرورة تذكير سكان العالم بأن التحرر من الجوع والحق في الغذاء هو حق إنساني عير قابل للتصرف يحتاج إلى الحماية. وسعت إلى تذكير العالم بأن الحصول على الغذاء هو عامل أساسي في التطوير الكامل للقدرات البدنية والعقلية للفرد.

## الأهمية والأثر القانوني
اعتمدت القرارات التالية لمحاولة تحقيق الغرض من هذا الإعلان:
• قرار 1: أهداف واستراتيجيات إنتاج الغذاء
• قرار 2: أولويات التنمية الزراعية والريفية
• قرار 3: الأسمدة
• قرار 4: البحوث الغذائية والزراعية، والإرشاد والتدريب
• قرار 5: سياسات وبرامج لتحسين التغذية
• قرار 6: تقييم ميثاق التربة، وسعة الأرض
• قرار 7: الإدارة العلمية للمياه (الصرف، الريّ، التحكم في الفيضانات)
• قرار 8: المرأة والغذاء
• قرار 9: تحقيق توازن مرغوب بين عدد السكان والإمدادات الغذائية
• قرار 10: المُبيدات
• قرار 11: برنامج لمكافحة داء المَثقبيات الحيوانية الإفريقية
• قرار 12: تطوير إنتاج البذور
• قرار 13: الصندوق الدولي للتنمية الزراعية
• قرار 14: تخفيض النفقات العسكرية بغرض زيادة إنتاج الغذاء
• قرار 15: معونة غذائية لضحايا الحروب الاستعمارية في إفريقيا
• قرار 16: نظام عالمي للمعلومات والإنذار بشأن الأغذية والزراعة
• قرار 17: تعهد دولي بشأن أمن الغذاء العالمي
• قرار 18: سياسة مُحسَّنة للمعونة الغذائية
• قرار 19: التجارة الدولية والاستقرار، وتحقيق التكيُف الزراعي
• قرار 20: ترتيبات لإجراءات المُتابعة، تتضمّن آلية تشغيلية مناسبة بشأن توصيات أو قرارات المؤتمر 
في عام 2014 أقرت منظمة الغذاء والزراعة للأمم المتحدة بأن الإعلان العالمي للقضاء على الجوع وسوء التغذية هو أحد الأدوات الرئيسية غير الملزمة لحقوق الإنسان فيما يتعلق بالحق في الغذاء. فهي أداة دولية غير مُلزمة كهذا الإعلان من شأنه أن يحدد الإرشادات والخطوط العريضة، ويفرض التزامات أخلاقية، لكنها ليست قانونية، على الدول الأطراف. وذكرت الأمم المتحدة - في وصفها لغرض الإعلان - أن القصد هنا ليس خلق التزامات يتم إنفاذها على الدول، بل إعلان بعض التطلعات. وعلى الرغم من كون الدول التي هي طرف في إعلان من هذا النوع ليست مُلزَمة قانونًا، إلا أن الإعلانات غير الملزمة مقبولة جيدا لتكون حاسمة في تطوير القانون الدولي لحقوق الإنسان.
كان هذا الإعلان حاسمًا في تنامي المعرفة والدعم والمعونات الغذائية والزراعية  للدول النامية، وقدّرت الأبحاث أن عدد الأشخاص الذين يعانون من سوء التغذية المزمن في جميع أنحاء العالم قد انخفض بمقدار 167 مليونًا على مدار العقد الماضي. ومع ذلك، دعت قمة الغذاء العالمي لعام 1996 إلى الحاجة لتخفيض عدد الأشخاص الذين يعانون من سوء التغذية إلى  50% بحلول عام 2015 – وهو هدف لم يتحقق. ولهذا السبب، يدعو عدد من المدافعين عن حقوق الإنسان مثل الأمم المتحدة وقمة الغذاء العالمي لاتخاذ مزيد من الإجراءات في محاولة لإنهاء هذه الأزمة.
والآن تؤمن هذه المنظمات بأن أفضل طريقة لإنهاء الأزمة تكون من خلال تطبيق قوانين دولية قابلة للتنفيذ تضمن حق الناس في التحرر من الجوع. كما تؤمن مثل هذه المنظمات أن المجتمع الدولي بحاجة إلى وضع بعض المواثيق القانونية المُلزمة مثل معاهدة الأمن الغذائي الدولي التي تضمن الاعتراف بالحق في الغذاء، وتفرض التزامات على الدول لتطوير قانون وطني خاص بها حول هذه القضية.